# Pararge minima
Pararge minima är en fjärilsart som beskrevs av Pionneau 1930. Pararge minima ingår i släktet Pararge och familjen praktfjärilar. Inga underarter finns listade i Catalogue of Life.